# Вимислув (гміна Скаришев)
Вимислув (пол. Wymysłów) — село в Польщі, у гміні Скаришев Радомського повіту Мазовецького воєводства.
Населення — 116 осіб (2011).
У 1975-1998 роках село належало до Радомського воєводства.

## Демографія
Демографічна структура станом на 31 березня 2011 року:
|          | Загалом | Допрацездатний вік | Працездатний вік | Постпрацездатний вік |
| -------- | ------- | ------------------ | ---------------- | -------------------- |
| Чоловіки | 59      | 24                 | 25               | 10                   |
| Жінки    | 57      | 20                 | 25               | 12                   |
| Разом    | 116     | 44                 | 50               | 22                   |